# Тадеуш Бєлецький
Тадеуш Бєлецький (пол. Tadeusz Bielecki; 30 січня 1901, Слупя — 5 лютого 1982, Лондон) — польський політичний діяч, націоналіст і публіцист. З червня 1939 року був головою Вищої ради Національної партії, у 1946—1947 роках — головним редактором часопису «Myśl Polska». Депутат Сейму 3-го скликання, член Комітету внутрішніх справ із січня 1940 року.

## Біографія
Тадеуш Бєлецький народився 30 січня 1901 року в селі Слупя. Походив з родини вчителів. Склав іспити на атестат зрілості у Вищій реальній школі в Бендзині. З 1919 року навчався на філософському факультеті Ягеллонського університету. З 1924 року одночасно навчався на юридичному факультеті Варшавського університету та на факультеті політології. Як доброволець брав участь у війні 1920 року. У 1923—1926 роках працював вчителем середньої школи у Кракові. Під час навчання вступив до Загальнопольської молоді. З 1924 року був членом підпільної Національної ліги, а з 1928 року — секретарем «Національної гвардії» та головою секції, відповідальної за молодь у ній. Він також був аніматором підпільної Національної гімназійної організації та координатором кампанії з надання громадянства numerus clausus, що проводилася в польських університетах. У 1926 році переїхав до Варшави. До 1927 року був особистим секретарем Романа Дмовського. Захистив докторську дисертацію про суспільно-політичні погляди П. Свєтковського, написану під керівництвом І. Хшановського. Хшановського, захистив її в Ягеллонському університеті в 1927 році. Ступінь магістра права здобув у Варшавському університеті в 1929 році.
Був одним з головних лідерів покоління «молодих» націоналістів, пов'язаних з заснованою в 1926 році організацією «Табір Великої Польщі» (йому належить авторство назви цієї організації). Входив до керівних органів ОВП: Виконавчої управи, а з 1927 року — віцеголова автономної Виконавчої управи Молодіжного руху ТВП. Після так званих «брестських виборів» 1930 року був обраний до Сейму за списком Національної партії. Після розпуску ТВП владою Санації у 1933 році виступав за включення молоді ТВП до лав Національної партії. З 1933 року очолював Молодіжну секцію Національної партії. Виступав проти відриву молоді від національного руху і створення нової формації під назвою «Об'єднання національно-радикальне», вважаючи, що це призведе до розколу та ослаблення польського національного руху. Завдяки його зусиллям і проведенню низки зустрічей з активістами «молодіжки» на місцях, йому вдалося значно зменшити процес переходу членів Національної партії до ОНР.
Як і все його покоління націоналістів («молода ендеція»), Бєлецький уособлював поворот до християнського націоналізму, позбавленого залишків лібералізму та позитивістського агностицизму. Найближчими до свого розуміння націоналізму він вважав погляди Антоніу де Олівейра Салазара, а після війни — голлізму. Він розрізняв два типи націоналізму:
1. «дикий, язичницький, революційний, інтегральний, лівий, імперіалістичний, матеріалістичний, біологічний, негативний, антипарламентський і закритий»,
2. «освічений, християнський, еволюційний, республіканський, „буржуазний“, оборонний, спіритуалістичний, гуманістичний, конструктивний, демократичний, відкритий».

Входив до створеного Романом Дмовським у 1934 році таємного керівництва Національного табору, так званої «Сімки» — групи з семи головних і найбільш довірених активістів НП, розширеної в 1936 році до дев'яти осіб («Дев'ятки»). 10 лютого 1935 року, завдяки підтримці Дмовського, був призначений віцепрезидентом Вищої ради Національної партії та головою організаційного відділу. Був лідером поміркованої групи активістів НП, які допускали можливість угоди з керівним табором «Санація» (так звана «група Бєлецького»). Виступав проти безкомпромісної позиції активістів, зосереджених навколо К. Ковальського та Єнджея Ґертича, які критикували політику міністра Юзефа Бека щодо Чехословаччини (окупація Заолжя в 1938 році). З грудня 1938 року очолював Національний клуб у Варшавській міській раді. У червні 1939 року був обраний головою Вищої ради Національної партії, яку обіймав до самої смерті.
У липні 1939 року він був мобілізований і взяв участь у вересневій кампанії (в той час Мечислав Трайдос був виконавцем обов'язків голови Вищої ради НП). Потім він вирушив до Угорщини. У Парижі з січня 1940 року був заступником голови Першої Національної Ради Республіки Польща. Після падіння Франції через Віші та Португалію дістався до Великої Британії. Під його керівництвом Національна партія проводила політику опозиції до уряду генерала Владислава Сікорського. Вона критикувала укладення угоди Сікорського-Майського, вважаючи, що угода не підтверджувала однозначно цілісність довоєнного східного кордону Польщі, що могло мати політичні наслідки в майбутньому. Це призвело до виходу активістів НП з уряду генерала Сікорського. У грудні 1942 року був першим польським політиком, який офіційно, від імені Національної партії, висунув вимогу перенесення західного кордону Польщі по Одру і Нисі-Лужицькій. З листопада 1944 року був прихильником політики уряду Томаша Арцишевського.
Після війни залишився в еміграції, беручи активну участь у політичному житті польської еміграції, зокрема, як співзасновник представництва польських політичних партій, створеного в 1949 році під назвою Політична рада, яка проіснувала до 1954 року. Того ж року став головою Тимчасової ради національної єдності, яку обіймав до її розпуску в 1972 році. У 1946—1947 роках був головним редактором загальнонаціонального періодичного видання «Myśl Polska».

У 1961 році він спричинився до чергового розколу в Національній партії, посприявши виключенню Єнджея Ґертиха з лав НП. Причиною цього стала публікація Ґертиха «Відкритого листа до голови Ради Міністрів СРСР Микити Хрущова» в паризькому журналі «Горизонти» в 1959 році. Дехто в емігрантському середовищі сприйняв його як схвалення прорадянського вибору. Сам Бєлєцький, через роки, у своїх мемуарах під назвою «У школі Дмовського» так описував Ґертиха:
«Єнджей Ґертих, при всіх своїх якостях і працьовитості, не був і не міг діяти в команді.»
Він висловив палку підтримку підписанню угоди між ПНР і РФН про визнання польського кордону по Одру і Нисі-Лужицькій. Він розцінив цю подію як переломний момент у післявоєнній історії Польщі. Він висловлював надію, що це може стати початком нової ери, яка приведе до примирення між двома народами. У 1970-х роках він протегував відродженню національного руху в Польщі. Допомагав організувати підпільну друкарню. Висловлював особливу підтримку «Руху молоді Польщі».
Помер у Лондоні 5 лютого 1982 року і був похований на кладовищі Ґаннерсбері.